# اس‌اس پرینچیپسا یولاندا (۱۹۰۷)
اس‌اس پرینچیپسا یولاندا (۱۹۰۷) (به انگلیسی: SS Principessa Jolanda (1907)) یک کشتی بود که طول آن ۴۶۳ فوت (۱۴۱ متر) بود. این کشتی  در سال ۱۹۰۷ ساخته شد.